# 池田涼希
池田 涼希（いけだ あつき、1997年7月23日 - ）は、北海道札幌市出身のプロアイスホッケー選手。ポジションはフォワード。アジアリーグアイスホッケーの横浜GRITSに所属。
普段はアクサトレーディング株式会社で働いている。

## 経歴
大学4年時に川村一希に勧められて横浜GRITSに入団した。
2019-2020シーズンオフの2020年9月3日にGRITSと契約を継続した。
2020-2021シーズンオフの2021年6月24日にGRITSと契約を継続した。7月22日にオルタネートキャプテン就任した。
2021-2022シーズンオフの2022年6月3日にGRITSと契約を継続した。
2022-2023シーズンオフの2023年6月14日にGRITSと契約を継続した。
2023-2024シーズンオフの2024年5月29日にGRITSと契約を継続した。
2024-2025シーズンはオフの2025年5月9日にGRITSと契約を継続した。

## 人物
4歳の時に兄がプレーしていた影響でアイスホッケーを始める。小学生の時から明治大学に進学することを目標とし、有言実行している。
趣味は釣り。